# Космотрон

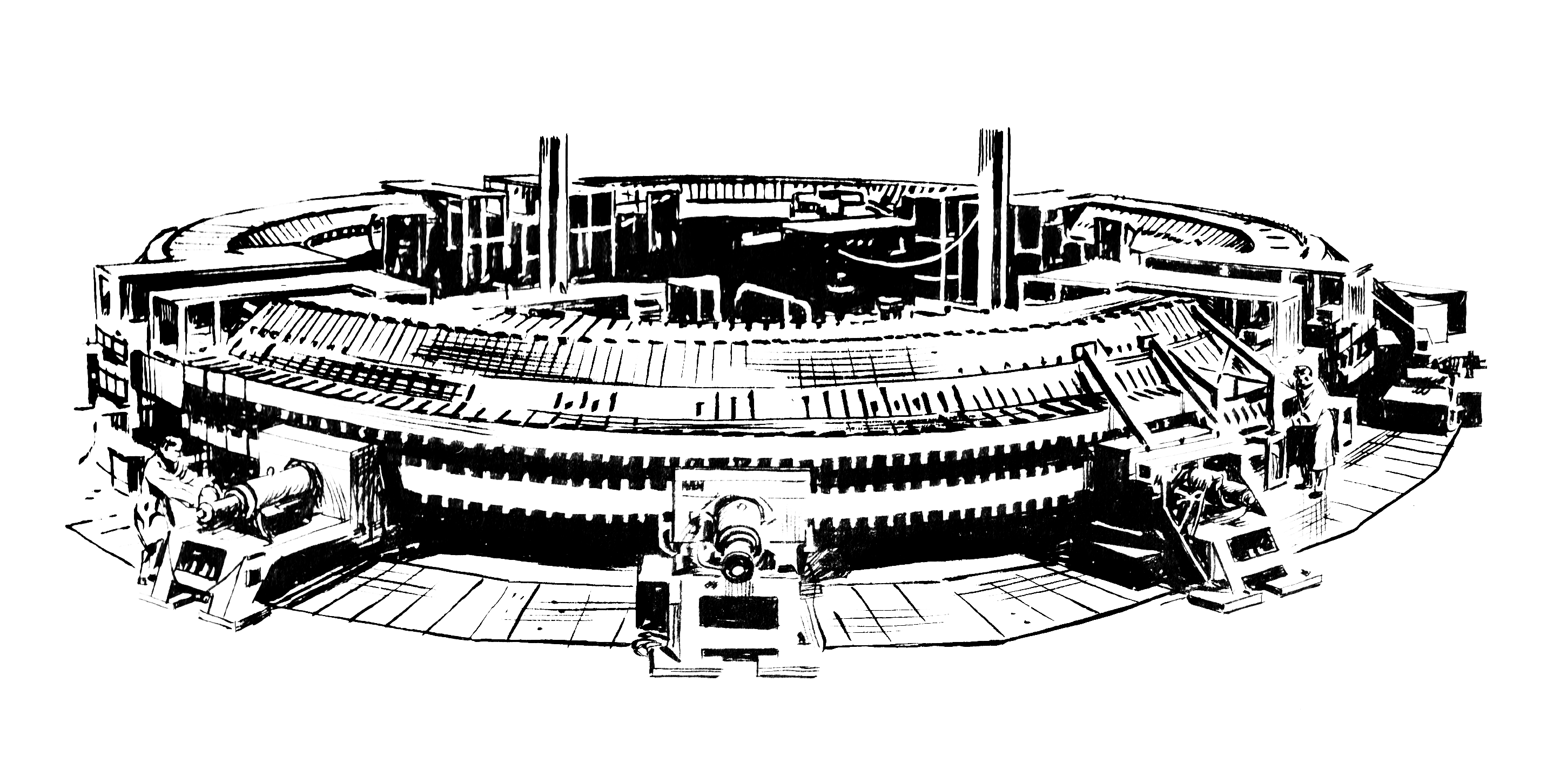
Эскиз Космотрона.

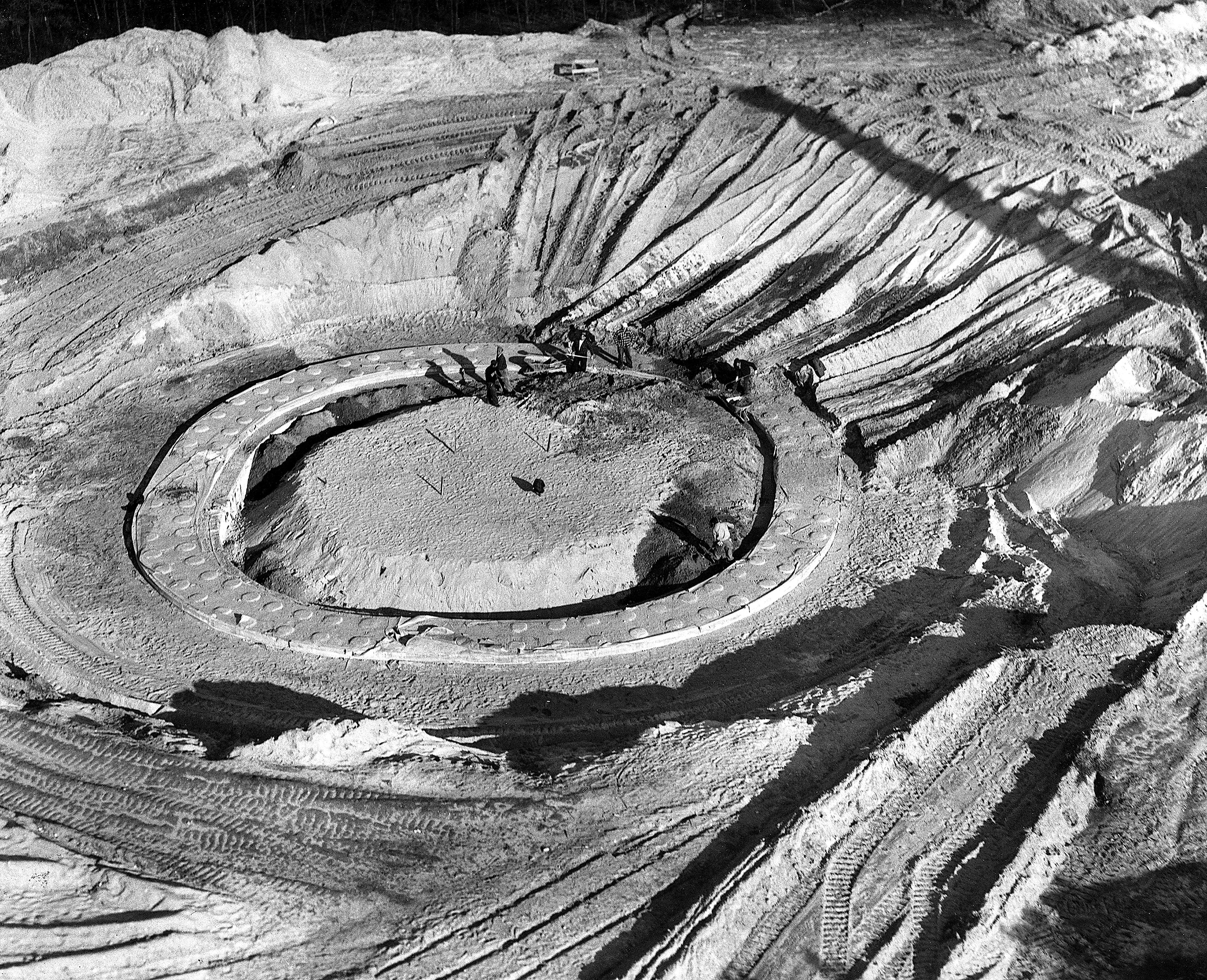
Земляные работы, 1949.

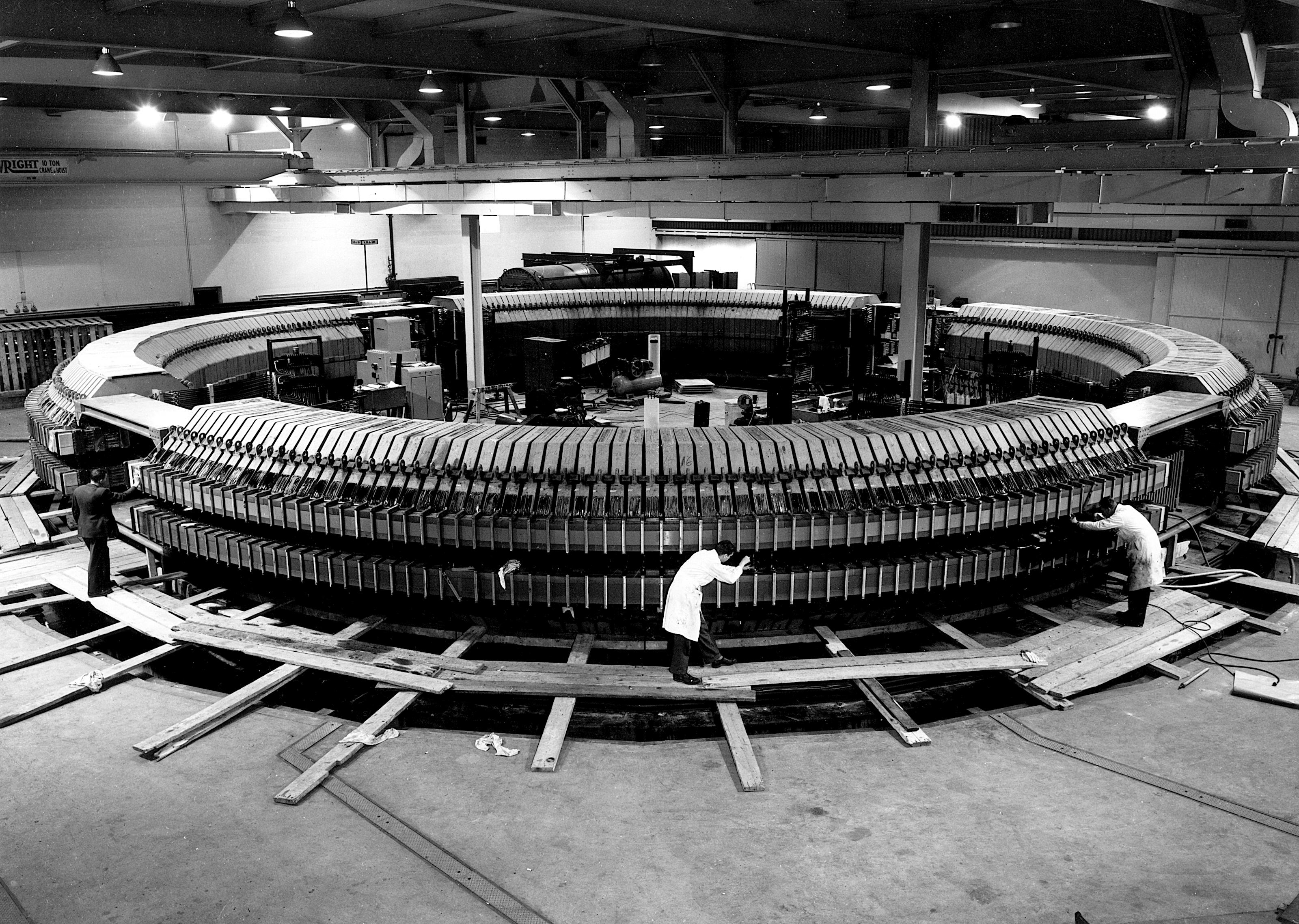
Завершена сборка магнитной системы Космотрона, 1950.

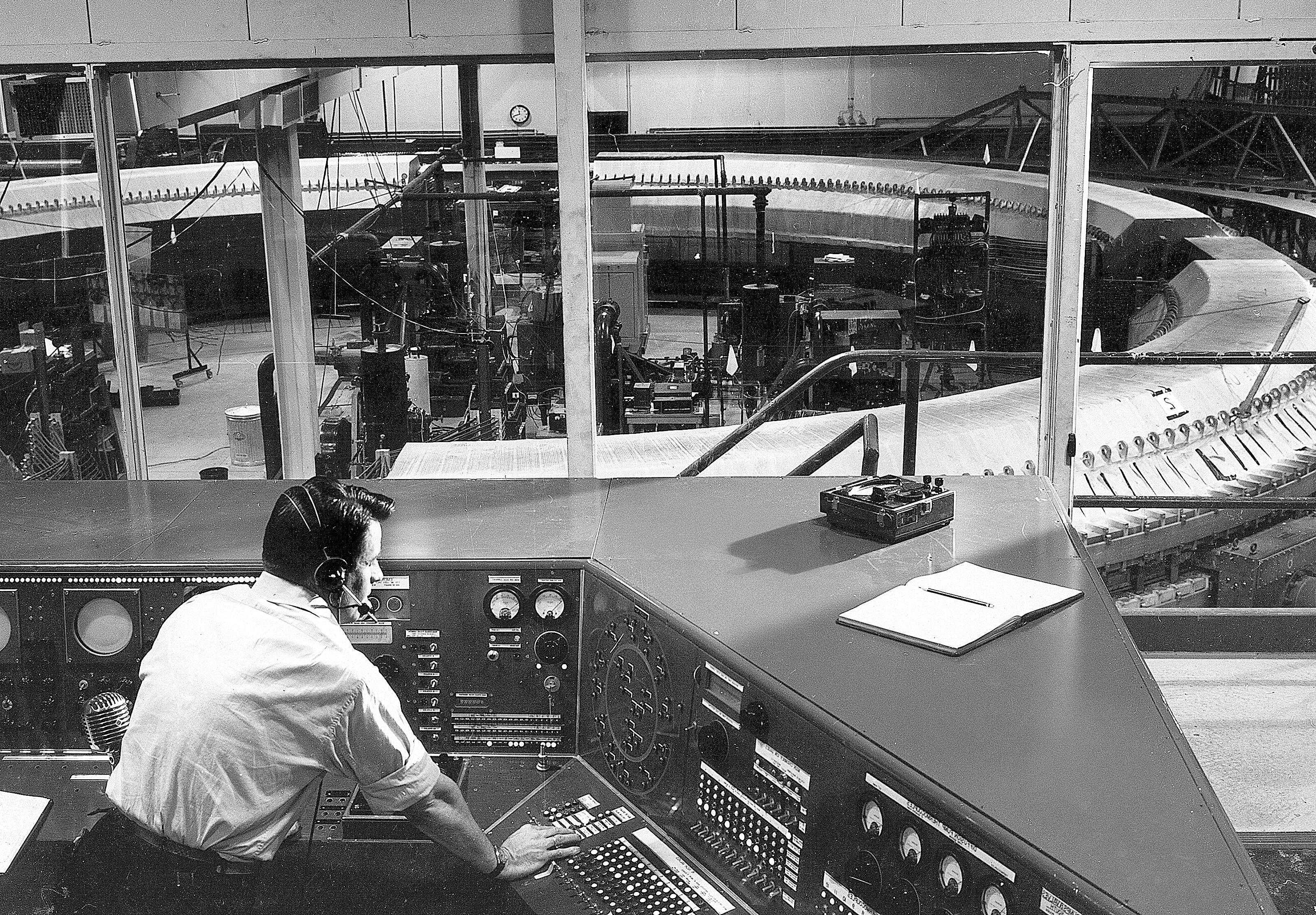
Вид на Космотрон из главной пультовой, 1952.

Космотро́н — циклический ускоритель протонов на рекордную для середины XX века энергию 3,3 ГэВ, первый в мире синхрофазотрон. Построен в 1948—1953 годах в Брукхейвенской национальной лаборатории (BNL), Лонг-Айленд, США.

## История
После открытия В.И. Векслером в 1944 году и независимо от него Макмилланом (1945) принципа автофазировки стало возможным строительство синхроциклотронов, а затем и синхрофазотронов и синхротронов на значительно более высокую энергию, чем была доступна в классическом и хорошо известном на тот момент циклотроне. В 1948 году Комиссия по Атомной Энергии одобрила план строительства синхротрона в лаборатории BNL. Проектирование машины велось под руководством М. Ливингстона. В 1953 году Космотрон достиг проектной энергии 3.3 ГэВ, что без малого на порядок превосходило предыдущий рекорд — 400 МэВ альфа-частицы в 184-дюймовом синхроциклотроне, построенном в 1946 году Э. Лоуренсом в Беркли.

## Ускоритель и эксперименты
Помимо рекордной энергии, Космотрон стал первым в мире ускорителем, из которого был выведен пучок для экспериментов вне машины. В начальный период работы интенсивность выведенного пучка составляла около 1010 протонов за импульс, а к 1966 году достигла 1012.
Космотрон был слабофокусирующей машиной, состоящей из 4 магнитных секторов, разделённых пустыми промежутками для установки резонаторов и систем впуска-выпуска. Каждый секторный магнит собран из 72 одинаковых С-образных поворотных магнитов с градиентом ведущего поля. Диаметр ускорителя составил 22.5 м (75 футов), общий вес магнитной системы — около 2000 тонн. Инжекция протонов производилась из предварительного ускорителя Ван де Граафа, цикл ускорения в Космотроне до 3 ГэВ занимал 1 секунду. Ускоренный пучок направлялся на мишень, продукты ядерных соударений фиксировались с помощью камеры Вильсона и другими детекторами.
Космотрон стал первой машиной, на которой физики смогли получить все мезоны, известные к тому времени из экспериментов с космическими лучами. Были, в частности, сделаны важные работы по наблюдению {\displaystyle K_{L}^{0}}-мезона.
В 1966 году Космотрон был остановлен, а в 1969 году демонтирован. К этому времени в BNL уже давно работал сильнофокусирующий протонный синхротрон AGS на энергию 33 ГэВ. Революционное открытие сильной фокусировки Э. Ку́рантом, Х. Снайдером и М. Ливингстоном было подсказано особенностями оптической структуры Космотрона.